# Nordamerikanska U21-mästerskapet i volleyboll för damer
Nordamerikanska U21-mästerskapet i volleyboll för damer är en tävling för U21-damlandslag (före 2021 U20-damlandslag) som arrangeras av NORCECA vartannat år sedan 1998.

## Upplagor
| Upplaga              | Upplaga     | Podium                  | Podium                  | Podium                  |
| Säsong               | Värd        | Mästare                 | Tvåa                    | Trea                    |
| -------------------- | ----------- | ----------------------- | ----------------------- | ----------------------- |
| 1998 mer information | Mexiko      | USA                     | Mexiko                  | Kanada                  |
| 2000 mer information | Kuba        | Kuba                    | USA                     | Mexiko                  |
| 2002 mer information | Puerto Rico | Puerto Rico             | USA                     | Kuba                    |
| 2004 mer information | Kanada      | USA                     | Dominikanska republiken | Puerto Rico             |
| 2006 mer information | Mexiko      | USA                     | Dominikanska republiken | Puerto Rico             |
| 2008 mer information | Mexiko      | USA                     | Dominikanska republiken | Kuba                    |
| 2010 mer information | Mexiko      | USA                     | Dominikanska republiken | Kuba                    |
| 2012 mer information | Nicaragua   | Dominikanska republiken | Mexiko                  | USA                     |
| 2014 mer information | Guatemala   | USA                     | Kuba                    | Dominikanska republiken |
| 2016 mer information | USA         | Dominikanska republiken | USA                     | Kuba                    |
| 2018 mer information | Mexiko      | USA                     | Dominikanska republiken | Mexiko                  |
| 2020                 | -           | Ej genomförd            | Ej genomförd            | Ej genomförd            |

## Medaljörer
| Pos. | Lag                     | Guld | Silver | Brons | Totalt |
| ---- | ----------------------- | ---- | ------ | ----- | ------ |
| 1    | USA                     | 7    | 3      | 1     | 11     |
| 2    | Dominikanska republiken | 2    | 5      | 1     | 8      |
| 3    | Kuba                    | 1    | 1      | 4     | 6      |
| 4    | Puerto Rico             | 1    | -      | 2     | 3      |
| 5    | Mexiko                  | -    | 2      | 2     | 4      |
| 6    | Kanada                  | -    | -      | 1     | 1      |